# فولوديميريتس (ريفنينسكا)
فولوديميريتس (Володимирець) هي مدينة في مقاطعة ريفنينسكا في أوكرانيا.

## أعلام
- لسيا تسورينكو